# Liste de composants hydrauliques
 (janvier 2012).
Si vous disposez d'ouvrages ou d'articles de référence ou si vous connaissez des sites web de qualité traitant du thème abordé ici, merci de compléter l'article en donnant les références utiles à sa vérifiabilité et en les liant à la section « Notes et références ».
Cet article présente une liste de composants hydrauliques, c’est-à-dire d’appareils et de composants utilisé dans les systèmes hydrauliques.

## Pompes

### Pompe à cylindrée fixe
- Pompes à engrenage externes
- Pompes à engrenage internes
- Pompes à palettes
- Pompes à vis

### Pompes à cylindrée variable
- Pompes à pistons
- Pompes à palettes

## Distribution
- Distributeurs à tiroir
- Distributeurs à clapet

Différents types de commandes : 
- Manuel
- Hydraulique
- Pneumatique
- Mécanique

Ces appareils peuvent être à commande Tout Ou Rien (T.O.R) ou Proportionnelle.

## Régulation de pression
- Limiteur de pression
- Réducteur de pression
- Valve d'équilibrage

Ces appareils se classent en 2 types de pilotage :
- Pilotage interne : la pression de commande est la pression à contrôler
- Pilotage externe : l'action antagoniste est exercé par une pression

## Régulation de débit
- Limiteur de débit
- Régulateur de débit
- Diviseur de débit
- Clapet anti retour
- Clapet anti retour piloté
- Sélecteur de circuit / clapet navette

## Cartouches / clapets logique
- Valves à cartouche (distributeur / limitation de débit / limitation de pression) monté sur bloc foré

## Actionneurs
- Vérins
- Moteurs

## Accumulateurs
- Accumulateur à membrane
- Accumulateur à vessie
- Accumulateur à piston

## Filtration
- Filtre haute pression (refoulement pompe)
- Filtre basse pression (retour, sommet de réservoir)

## Centrale hydraulique / Mesures / contrôles
- Réservoir
- Équipements de réservoirs, filtres à air, reniflard, indicateur de niveau, etc.
- Mesures de pression et débit, capteur de pression, débitmètre, manomètre, etc.
- Électronique pour pompes, valves, modules auxiliaires
- Raccords
- Tube
- Flexibles